# Icones Plantarum Koisikavenses
Icones Plantarum Koisikavenses (abreviado Icon. Pl. Koisik.) fue una serie de revistas ilustradas con descripciones botánicas que fueron editadas por el botánico japonés Jinzo Matsumura  en los años 1911-1921. Se publicó en Japón, en latín y japonés en cuatro volúmenes con 272 placas de ilustración.